# Ernest Henry Shackleton
Ernest Henry Shackleton CVO OBE FRSG (Kilkea, condado de Kildare, 15 de fevereiro de 1874 — Geórgia do Sul, 5 de janeiro de 1922; 47 anos) foi um explorador polar que liderou três expedições britânicas à Antárctida, e uma das principais figuras do período conhecido como Idade Heroica da Exploração da Antártida.
Nascido no Condado de Kildare, na Irlanda, Shackleton e a sua família anglo-irlandesa mudaram-se para Sydenham, uma zona dos subúrbios de Londres, quando ele tinha dez anos de idade. Sua primeira experiência nas regiões polares foi como terceiro-oficial na Expedição Discovery liderada pelo capitão Robert Falcon Scott, em 1901–04, durante a qual foi enviado para casa mais cedo devido a problemas com escorbuto. Determinado a dar a volta a este insucesso pessoal, regressou à Antárctida em 1907 à frente da Expedição Nimrod. Em Janeiro de 1909, ele e mais três companheiros efectuaram uma marcha para sul que estabeleceria uma nova marca Farthest South - latitude 88° 23′ S, a 180 km do Polo Sul. Por esta conquista, Shackleton recebeu o título de cavaleiro pelo rei Eduardo VII quando regressou a casa.
Depois da corrida ao Polo Sul ter terminado em Dezembro de 1911, com a conquista de Roald Amundsen, Shackleton virou a sua atenção para aquele que ele considerava ser o último grande objectivo da exploração antárctica: atravessar o continente de mar a mar, passando pelo polo. Para prosseguir com este projecto, Shackleton preparou a Expedição Transantártica Imperial (1914–17). A expedição não correu bem, com o navio, Endurance, a ficar preso no gelo e, posteriormente, a ser lentamente esmagado mesmo antes da tripulação conseguir desembarcar. Seguiu-se uma série de explorações, e um salvamento in-extremis sem, no entanto, perdas humanas, que daria o estatuto de herói a Shackleton, embora não tivesse sido imediatamente claro. Em 1921, regressou à Antárctida, na Expedição Shackleton–Rowett, com a intenção de levar a cabo um programa científico. Antes mesmo de a expedição ter começado os seus trabalhos de pesquisa, Shackleton morreria de ataque cardíaco enquanto o seu navio, Quest, estava ancorado na Geórgia do Sul. A pedido da sua esposa, foi enterrado ali.
Fora das expedições, a vida de Shackleton era, geralmente, agitada e insatisfeita. Na sua busca por soluções para o seu bem-estar e segurança, criou vários negócios, mas nenhum teve sucesso. Seus assuntos financeiros eram habitualmente confusos; quando morreu, estava significativamente endividado. Após sua morte, foi elogiado pela imprensa, mas acabou por ser, em larga medida, esquecido, enquanto a reputação do seu rival Scott foi mantida por muitas décadas. No século XX, Shackleton foi "redescoberto", tonando-se uma figura cultuada, um modelo de liderança que, em circunstâncias extremas, mantinha a coesão na sua equipa numa história de sobrevivência, descrita pela historiadora polar Stephanie Barczewski como "incrível".
Suas qualidades de liderança chamaram a atenção no início do século XXI, principalmente devido ao sucesso obtido nas operações de salvamento da Expedição Transantáctica Imperial. Seu carácter é resumido na última frase do livro Shackleton's Boat Journey, de F. A. Worsley, capitão do Endurance como "As suas características mais marcantes são o seu cuidado e  atenção para com o bem-estar de todos os seus homens".

## Primeiros anos

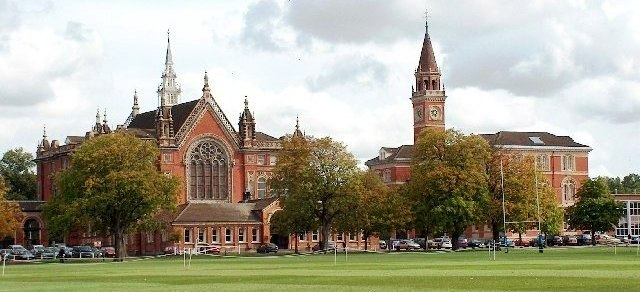
Dulwich College, Sul de Londres.

### Infância
Ernest Shackleton nasceu no dia 15 de Fevereiro de 1874 em Kilkea perto de Athy, Condado de Kildare, na Irlanda, a cerca de 46 milhas (74 km) de Dublin. O pai de Ernest chamava-se Henry Shackleton, e a sua mãe Henrietta Letitia Sophia Gavan. A sua família paterna era de origem anglo-irlandesa, originária de Yorkshire, Inglaterra. O seu lado materno era irlandês, dos condados de Cork e Kerry. Ernest era o segundo de dez filhos, e o primeiro de dois rapazes; o segundo, Frank, ficou famoso por ter sido suspeito (mais tarde ilibado), em 1907, do roubo das Joias da Coroa Irlandesa. Em 1880, quando Ernest tinha seis anos, Henry Shackleton desistiu da sua vida de proprietário para estudar Medicina no Trinity College, Dublin, mudando-se com a sua família para a cidade. Quatro anos mais tarde, a família mudou-se, de novo, da Irlanda para Sydenham, nos subúrbios de Londres. Em parte, esta mudança deveu-se a uma procura de melhores perspectivas profissionais como licenciado em Medicina; mas outro factor poderá ter sido o facto de não se sentir à vontade com as suas origens anglo-irlandesas, na sequência do assassinato de Lorde Frederick Cavendish, Secretário-Chefe britânico para a Irlanda, por um nacionalista irlandês, em 1882.

### Educação
Desde pequeno que Shackleton era um leitor insaciável, um gosto que lhe criou uma paixão pela aventura. Até aos onze anos de idade, estudou com uma educadora, passando, depois, a estudar na Escola Preparatória de Fir Lodge, em West Hill, Dulwich, a sudeste de Londres. Com 13 anos, entrou para o Dulwich College. Como estudante, Shackleton foi um aluno médio afirmando sentir-se  "entediado" pelos estudos. Mais tarde terá dito: "Nunca aprendi muita Geografia na escola ... A Literatura, também, consistia na dissecação, na análise de certas passagens dos nossos grandes poetas e romancistas ... os professores deveriam ter cuidado para não estragar-lhes [aos alunos] o gosto pela poesia para sempre, tornando-a uma tarefa e uma imposição". No final do seu tempo de escola, no entanto, ficou em quinto lugar num total de 31 alunos.

### Oficial da Marinha Mercante

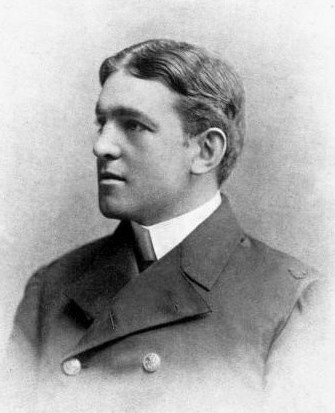
Shackleton em 1901, aos 27 anos.

A ansiedade de Shackleton na escola era tal que foi-lhe permitido sair aos 16 anos, e ir para o mar. As opções disponíveis eram a Marinha Real, no HMS Britannia, mas que o Dr. Shackleton não podia pagar; a marinha mercante no Worcester e no Conway; ou um lugar como aprendiz num veleiro. Foi escolhida a terceira opção. O seu pai conseguiu lhe um lugar na North Western Shipping Company, a bordo do veleiro Hoghton Tower. Durante os quatro anos seguintes no mar, Shackleton aprendeu o seu ofício visitando os cantos mais longínquos da Terra, e conhecendo uma grande diversidade de povos, com as mais variadas experiências, o que lhe deu uma aprendizagem de como estar com vários tipos de pessoas. Em Agosto de 1894, passou no exame para segundo-oficial, e aceitou um lugar como terceiro-oficial num navio-a-vapor da Welsh Shire Line. Dois anos mais tarde, passou a primeiro-oficial e, em 1898, recebeu a certificação para Master Mariner, qualificando-o para comandar qualquer navio britânico em qualquer parte do mundo.
Em 1898, Shackleton ingressou na Union-Castle Line, empresa de transporte de passageiros e correio que operava entre Southampton e a Cidade do Cabo. Ele era, como recorda um companheiro de bordo, "diferente do nosso habitual jovem oficial", satisfeito com a sua própria empresa, embora não distante, "citando passagens de Keats [e] Browning", um misto de sensibilidade e agressividade mas, apesar disso, compreensivo. No início da Guerra dos Bôeres em 1899, Shackleton foi transferido para o navio de transporte de tropas Tintagel Castle onde,  em Março de 1900, conheceu um tenente do exército, Cedric Longstaff, cujo pai, Llewellyn W. Longstaff, era o principal patrocinador financeiro da Expedição Nacional Antárctica que estava a ser organizada em Londres. Shackleton aproveitou o conhecimento com o filho para marcar uma entrevista com o seu pai, procurando obter um lugar na expedição. Longstaff, impressionado pelo entusiasmo de Shackleton, recomendou-o a Sir Clements Markham, o líder máximo da organização da expedição, salientando, de modo muito claro, que queria que Shackleton fosse aceite. A 17 de Fevereiro de 1901, a sua escolha para terceiro-oficial do navio da expedição Discovery foi confirmada; pouco depois, recebeu a patente de sub-tenente na Reserva da Marinha Real. Embora, oficialmente, tivesse obtido uma licença da Union-Castle para se juntar à expedição, de facto, o serviço prestado na Marinha Mercante terminou para Shackleton.

## ExpediçãoDiscovery, 1901–03

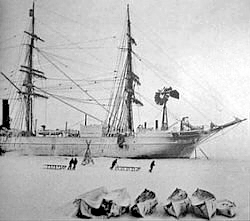
O navio da expedição, Discovery nas águas da Antárctida.

A Expedição Nacional Antárctica, conhecida como Expedição Discovery, segundo o nome do seu navio Discovery, foi pensada por Sir Clements Markham, presidente da Real Sociedade Geográfica, e esteve muitos anos a ser preparada. Foi liderada por Robert Falcon Scott, um tenente da Marinha Real especialista em torpedos, mais tarde promovido a Comandante, e tinha objectivos tanto científicos como geográficos. Embora o Discovery não fosse uma unidade da Marinha Real, Scott solicitou à tripulação, oficiais e pessoal científico que aceitassem, voluntariamente, as condições do Decreto da Disciplina Naval, e o navio e a expedição seriam dirigidas de acordo com as orientações da Marinha Real. Shackleton aceitou as condições, embora preferisse, de acordo com a sua experiência, um estilo mais informal de liderança. As tarefas de Shackleton foram redigidas como: "Responsável das análises da água do mar. Ward-room caterer. Encarregado do aprovisionamento [...] Também organiza os entretenimentos".
O Discovery partiu de Londres no dia 31 de Julho de 1901, chegando à costa da Antárctida, via Cidade do Cabo e Nova Zelândia, a 8 de Janeiro de 1902. Depois de desembarcar, Shackleton fez parte de um voo experimental em balão, a 4 de Fevereiro. Também participou, com os cientistas Edward Wilson e Hartley Ferrar, na primeira viagem de trenó desde os aposentos de Inverno, no Estreito de McMurdo, que tinha por objectivo estabelecer uma rota segura na Grande Barreira de Gelo. Durante o Inverno antárctico, 1902, confinado ao Discovery – preso no gelo -, Shackleton editou a revista da expedição The South Polar Times. Segundo Clarence Hare, criado de bordo, "ele era o mais popular dos oficiais entre a tripulação, dando-se bem com todos", embora as alegações de que isto representaria uma liderança informal face a Scott, não são justificadas. Scott escolheu Shackleton para o acompanhar juntamente com Wilson na expedição para sul, uma marcha em direcção a sul para atingir a latitude mais elevada até ao Polo Sul. Esta marcha não tinha como objectivo o polo, embora o alcançar uma nova latitude fosse de grande importância para Scott, e a inclusão de Shackleton indicava um elevado grau de confiança pessoal.

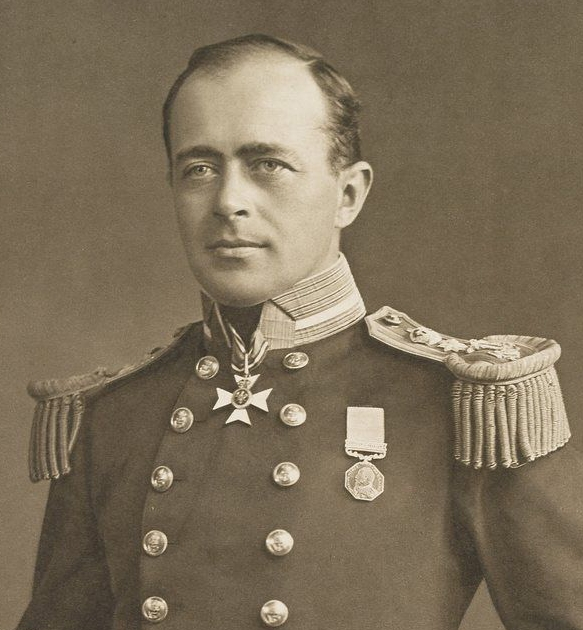
Capitão Scott.

O grupo partiu no dia 2 de Novembro de 1902. A marcha foi, como Scott escreveu mais tarde, "uma combinação de sucessos e fracassos". Foi atingido um novo Farthest South de 82° 17′, ultrapassando o anterior recorde, estabelecido em 1900, por Carsten Borchgrevink. A viagem foi marcada pelo fraco desempenho dos cães, cuja comida ficou contaminada, e que ficaram doentes. Todos os 22 cães morreram durante a marcha. Os três homens sofreram de cegueira da neve, queimaduras pelo gelo e de escorbuto. Na jornada de regresso, Shackleton entrou em "colapso" e teve de ser ajudado até ao fim. Mais tarde, negou a afirmação de Scott na The Voyage of the Discovery, de que teria sido transportado num trenó. Contudo, o seu estado era bastante sério; uma entrada no diário de Wilson, datada de 14 de Janeiro, refere: "Shackleton não está em condições, e hoje está ainda pior, com falta de ar e a tossir constantemente, e com outros sintomas que não vou detalhar, mas que são de significativa importância a uma distância de cento e sessenta milhas do navio".
A 4 de Fevereiro de 1903, o grupo alcançou, finalmente, o navio. Depois de ser examinado pelo médico (que não chegou a nenhuma conclusão), Scott decidiu enviar Shackleton para casa no navio de apoio Morning, que tinha chegado ao Estreito de McMurdo em Janeiro de 1903. Scott escreveu: "Ele não se deve esforçar mais no seu actual estado de saúde". Existe alguma especulação de que Scott escolheu esta opção devido à popularidade de Shackleton entre a tripulação, e que o seu fraco estado de saúde serviu de desculpa para o afastar da expedição. Alguns anos depois das mortes de Scott, Wilson e Shackleton, Albert Armitage, o segundo-no-comando da expedição, alegou ter havido um desentendimento durante a viagem ao sul, e que Scott disse ao médico de bordo que "se ele [Shackleton] não for para casa doente, regressará em desgraça.". Não existe provas da história de Armitage. A relação de Shackleton e Scott manteve-se amigável, pelo menos até à publicação do relato de Scott da viagem ao sul em The Voyage of the Discovery. Embora em público a sua relação fosse cordial, de acordo com o biógrafo Roland Huntford, a atitude de Shackleton para com Scott tornou-se num "desprezo e antipatias latentes"; salvar o orgulho ferido obrigava a "um regresso à Antárctida e a uma tentativa de se sobrepor a Scott".

## Entre as expediçõesDiscoveryeNimrod, 1903–07

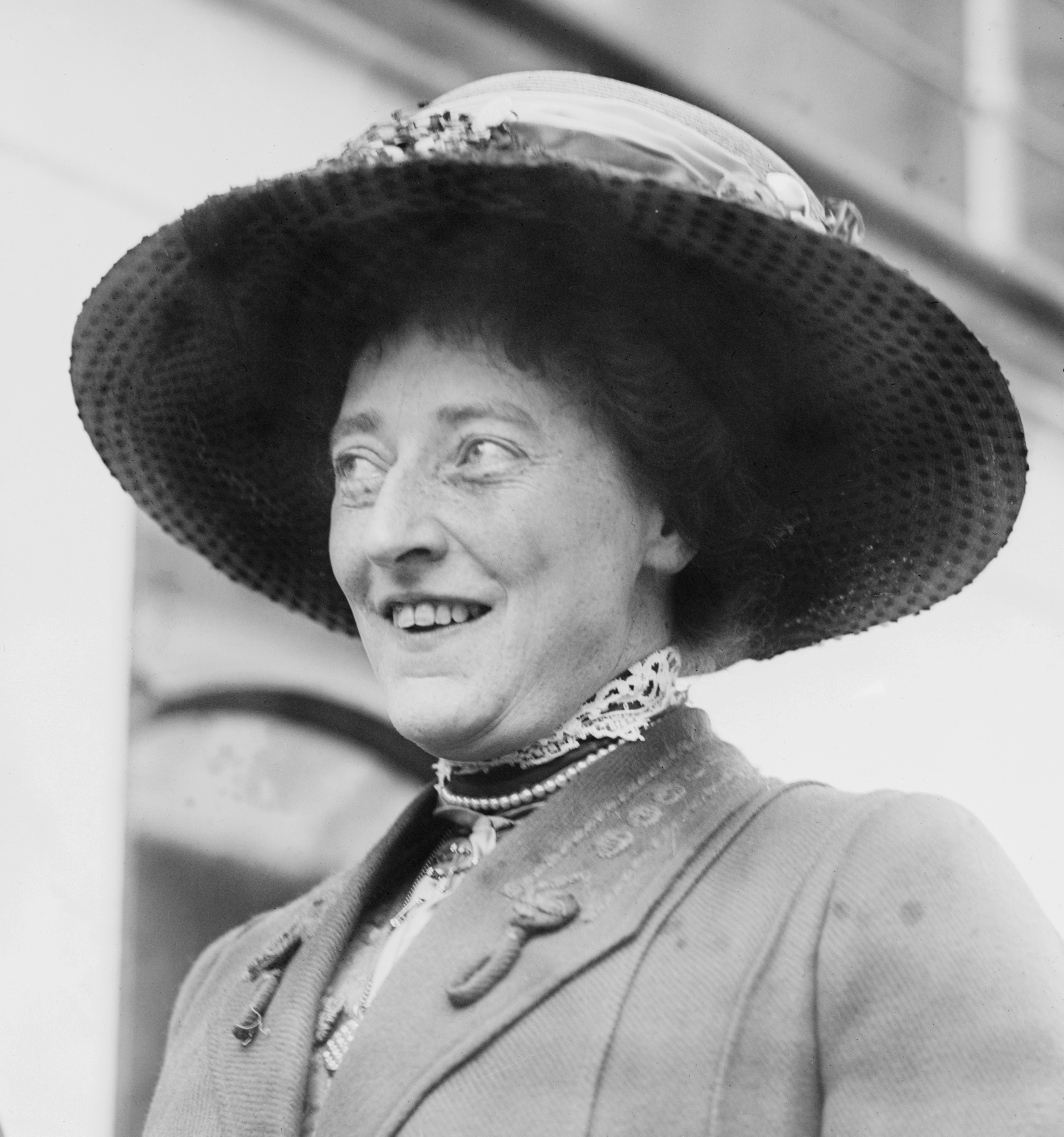
Emily Dorman, esposa de Shackleton.

Após um período a convalescer na Nova Zelândia, Shackleton regressou a Inglaterra via São Francisco e Nova Iorque. Como primeira pessoa a regressar da Antárctida, foi informado de que era muito requisitado; em particular, o Almirantado que consultá-lo sobre a forma de resgatar o Discovery. Com o apoio de Sir Clements Markham, aceitou um cargo temporário para aconselhar os trabalhos de preparação do Terra Nova para a segunda operação de salvamento do Discovery, mas recusou a proposta de ser o seu oficial-chefe. Também fez parte da equipa que estava a equipar o Uruguay, que estava a receber alterações para ir resgatar a Expedição Antárctica Sueca liderada por Otto Nordenskjöld. À procura de um trabalho mais seguro e permanente, Shackleton candidatou-se para prestar serviço regular na Marinha Real, pela Lista de Suplementares, mas, apesar da influência de Markham, e do presidente da Royal Society, não foi bem-sucedido. Em vez disso, tornou-se jornalista do Royal Magazine, mas não lhe era de todo satisfatório. Entretanto, foi-lhe proposto um lugar, que aceitou, como secretário na Real Sociedade Geográfica Escocesa (RSGE), em 11 de Janeiro de 1904.
Em 1905, Shackleton tornou-se acionista de uma empresa especulativa que pretendia fazer fortuna com o transporte de tropas russas para case desde o Far East. Apesar das suas garantias a Emily de que "o negócio era praticamente seguro ", os resultados não foram os esperados. Shackleton também tentou uma hipótese na política, mas sem sucesso, como candidato do Partido Liberal pelo círculo eleitoral de Dundee às eleições gerais de 1906. Entretanto, começou a trabalhar com o industrial milionário de Clydeside, William Beardmore (mais tarde Lorde Invernairn), com a comissão itinerante que envolvia entrevistar potenciais clientes e receber os amigos de negócios de Beardmore. Por esta altura, contudo, Shackleton não fazia segredo da sua ambição de voltar à Antárctida à frente da sua própria expedição.
Beardmore estava impressionado com Shackleton, o suficiente para lhe dar apoio financeiro, mas, os outros donativos foram mais difíceis de obter. Apesar disso, em Fevereiro de 1907, Shackleton apresentou os seus planos para uma expedição à Antárctida à Real Sociedade Geográfica; os seus detalhes, com a designação de Expedição Antárctida Britânica, 1907–09, foram publicados na revista da Real Sociedade, Geographic Journal. O objectivo era a conquista tanto do Polo sul geográfico como do magnético. Shackleton esforçou-se por convencer mais alguns amigos com dinheiro a contribuir, como Sir Phillip Lee Brocklehurst, que entregou 2 000 libras (em 2011: 157 000 libras) para assegurar um lugar na expedição; o autor Campbell Mackellar; e o barão da Guinness, Lord Iveagh, cujo contributo foi assegurado menos de duas semanas antes da partida do navio Nimrod.

## ExpediçãoNimrod, 1907–09

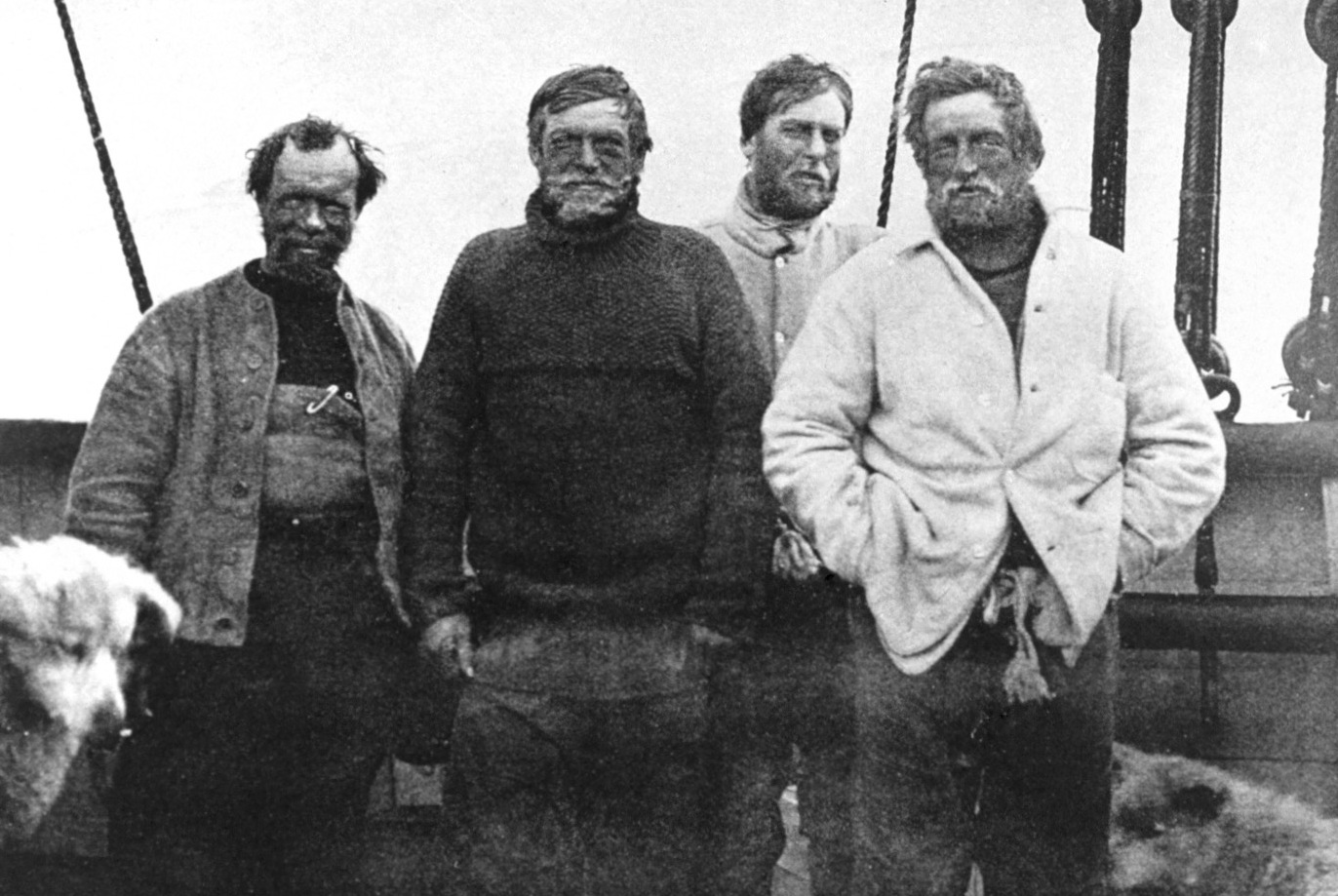
Grupo do Polo Sul da Expedição Nimrod (da esquerda para a direita): Wild, Shackleton, Marshall e Adams.

No dia 1 de janeiro de 1908, o Nimrod partiu para a Antárctida do Lyttelton Harbour, Nova Zelândia. O plano original de Shackleton envolvia usar a antiga base Discovery no estreito de McMurdo como ponto de partida em suas tentativas de alcançar o Polo Sul geográfico e Polo Sul magnético. No entanto, antes de deixar a Inglaterra foi pressionado a prometer para Scott que não instalaria a sua base na zona de McMurdo, a qual Scott afirmava ser o seu campo de trabalho. Shackleton, relutantemente, aceitou procurar um local para passar o inverno ou numa entrada na Barreira (visitada pelo Discovery em 1902) ou na Terra do Rei Eduardo VII.
Para conservar as suas reservas de carvão, o navio foi rebocado durante 1 650 milhas (2 655 km) pelo navio-a-vapor Koonya até ao gelo antárctico, depois de Shackleton ter convencido o governo neozelandês e a Union Steamship Company a partilhar os custos. De acordo com a promessa de Shackleton a Scott, o navio rumou para o sector oriental da Grande Barreira de Gelo, onde chegou no dia 21 de Janeiro de 1908. Ali, descobriram que a entrada na Barreira se tinha transformado numa larga baía, na qual nadavam centenas de baleias, o que deu origem ao nome daquela área, baía das Baleias. Verificaram que as condições do gelo eram instáveis, impedindo a instalação ali de uma base segura. Depois de efectuarem uma longa pesquisa por um local seguro pela Terra do Rei Eduardo VII, desistiram, e Shackleton foi forçado a quebrar a promessa feita a Scott, e partiu para o estreito de McMurdo, uma decisão que, de acordo com o segundo-oficial Arthur Harbord, foi "ditada pelo bom senso" face às dificuldades da pressão do gelo, pouco carvão e falta de uma base conhecida por perto.
O Nimrod chegou ao estreito de McMurdo no dia 29 de Janeiro, mas foi impedido de continuar devido ao gelo a 26 km a norte da antiga base do Discovery, em Hut Point. Depois de vários atrasos devido ao tempo, a base de Shackleton foi instalada em cabo Royds, a cerca de 39 km a norte de Hut Point. Apesar das difíceis condições, o moral dos membros da expedição era elevado; a capacidade de Shackleton de se relacionar com cada um dos seus homens, manteve o grupo entusiasmado e concentrado.
A "Great Southern Journey" ("Grande Viagem ao Sul"), como Frank Wild lhe chamava, começou a 19 de Outubro de 1908. A 9 de Janeiro do ano seguinte, Shackleton e três companheiros (Wild, Eric Marshall e Jameson Adams) chegaram a uma nova latitude sul de 88° 23′ S, a apenas 112 milhas (180 km) do Polo. No caminho para o Polo Sul, o grupo descobriu o glaciar Beardmore, (assim designado em homenagem ao patrono de Shackleton), e tornaram-se as primeiras pessoas a ver e a viajar pelo Planalto Polar Sul. A sua viagem de regresso ao estreito de McMurdo foi uma corrida contra o tempo devido à falta de alimentos – a ração diária passou a metade em quase todo o caminho. A certo ponto, Shackleton deu o seu único biscoito diário a Frank Wild, que escreveu no seu diário: "Todo o dinheiro que nunca foi cunhado, não teria sido suficiente para comprar aquele biscoito, e a recordação daquele sacrifício nunca mais me deixará". Chegaram a Hut Point mesmo a tempo de apanhar o navio.
As outras conquistas da expedição incluem a primeira subida ao monte Érebo, e a descoberta, aproximada, do Polo Sul magnético, alcançado a 16 de Janeiro de 1909 por Edgeworth David, Douglas Mawson e Alistair Mackay. Shackleton regressou ao Reino Unido como um herói, e pouco depois publicaria a sua história da expedição, Heart of the Antarctic. Mais tarde, Emily Shackleton recordaria: "O único comentário que me fez, por não ter chegado ao Polo foi "um burro vivo é melhor que um leão morto, não é verdade?" e eu respondi "Sim, querido, no que a mim me diz respeito".
Em 1910, Shackleton fez três gravações onde descreveu a expedição, utilizando um fonógrafo Edison.
Várias caixas contendo uísque e brandy, deixadas para trás em 1909, foram recuperadas em 2010, para serem analisadas por uma destilaria. A formula antiga para estas bebidas foi colocada à venda, sendo uma parte da venda para beneficiar o New Zealand Antarctic Heritage Trust o qual descobriu as bebidas perdidas.

## Entre expedições, 1909–14

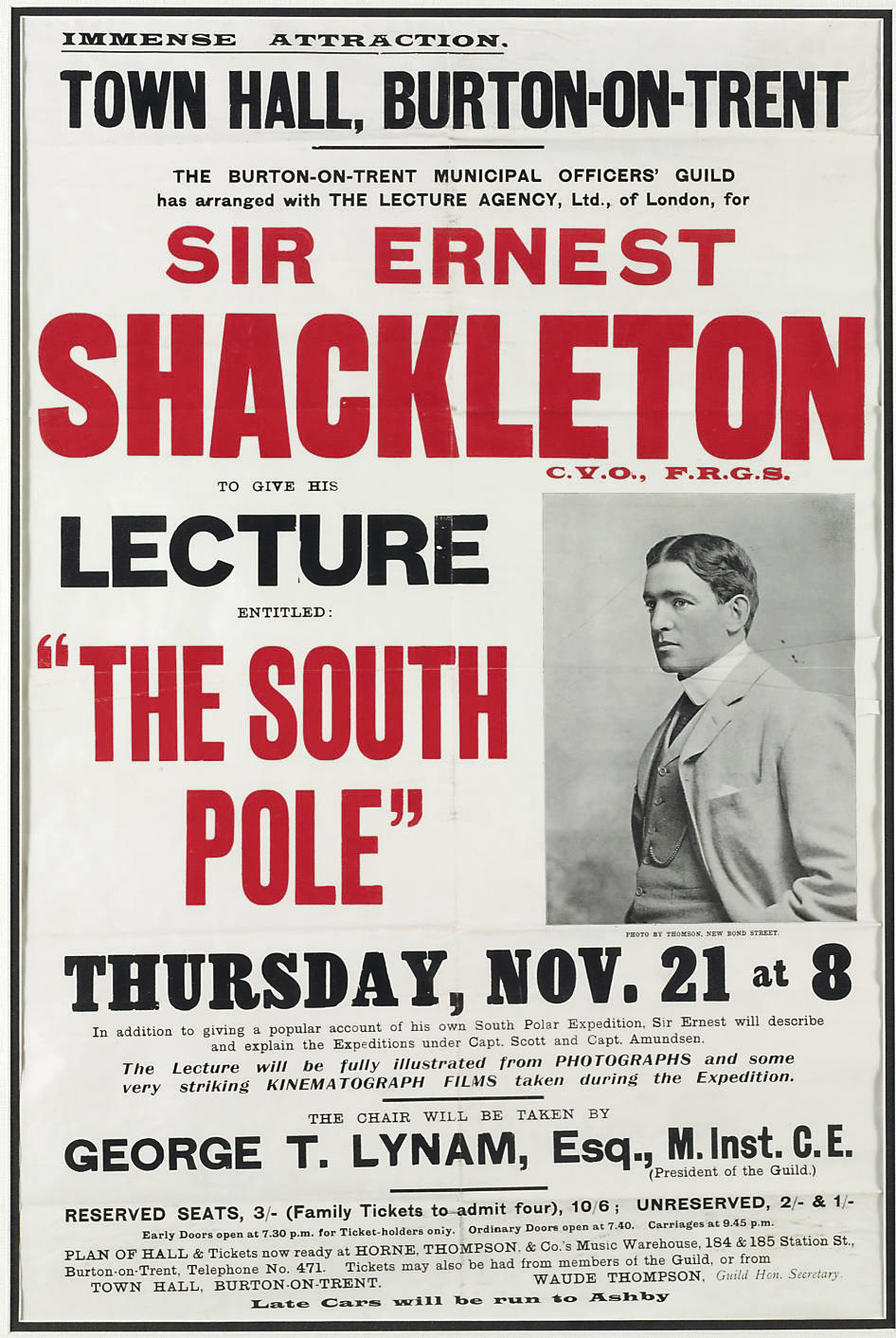
Shackleton efectuou diversas palestras não só para falar da sua experiência polar, mas também para discursar sobre as de Scott e Amundsen.

### Herói popular
No seu regresso a casa, Shackleton, recebeu várias homenagens. O rei Eduardo VII recebeu-o a 10 de Julho e concedeu-lhe o título de Comandante da Real Ordem Vitoriana; na lista de aniversário do rei, em Novembro, ele foi feito cavaleiro tornando-se Sir Ernest Shackleton. Foi homenageado pela Real Sociedade Geográfica, que lhe entregou uma Medalha de Ouro – uma proposta para que a medalha fosse mais pequena que aquela entregue anteriormente a Scott, não foi aceite. Todos os membros da da equipa terrestre da expedição Nimrod receberam a Medalha Polar de prata. Shackleton foi nomeado Irmão Mais Novo da Trinity House (organização governamental responsável pela Gestão e manutenção dos faróis e luzes de navegação) de Inglaterra, País de Gales e outras águas territoriais britânicas), uma honra importante para os marinheiros britânicos.
Para além das honras oficiais, os feitos de Shackleton foram saudados, no Reino Unido, com grande entusiasmo. Ao propor um brinde ao explorador, num almoço em honra de Shackleton, oferecido pela Royal Societies Club, o Lorde Halsbury, antigo Lord Chancellor, disse: "Quando pensamos pelo que já passámos, não acreditamos na decadência da raça britânica. Não podemos crer que perdemos o sentido de admiração pela coragem e resistência". Este heroísmo também foi felicitado na Irlanda: o jornal de Dublin, Evening Telegraph publicou na primeira página "Polo Sul quase alcançado por um irlandês", enquanto o Dublin Express chamava a atenção para as "qualidades que eram a sua herança como irlandês". Também outros exploradores expressaram a sua admiração; Roald Amundsen escreveu, numa carta enviada para ao secretário da RSG, John Scott Keltie, que "a nação inglesa conquistou, por este feito de Shackleton, uma vitória que nunca poderá ser superada". Fridtjof Nansen enviou uma entusiástica carta privada a Emily Shackleton, felicitando a "expedição única que foi um complete sucesso em todos os seus aspectos". Na realidade, a expedição deixou Shackleton com muitas dívidas, e incapaz de cumprir com as garantias bancárias acordadas com os seus financiadores. Apesar dos seus esforços, foi necessária a intervenção do governo, na forma de uma garantia de 20 000 libras (valor em 2008: 1,5 milhões de libras), para pagar as dívidas mais urgentes.

### Tempo de espera
Depois do seu regresso, Shackleton passou grande parte do seu tempo em aparições públicas, palestras e reuniões sociais. Em seguida, procurou o lucro com a sua fama fazendo fortuna no mundo dos negócios. Entre os empreendimentos que esperava promover, estavam incluídas uma empresa de tabaco, um esquema para vender selos a colecionadores com a impressão "King Edward VII Land" (com base no seu cargo de chefe dos correios da Antárctida, autorizado pela Nova Zelândia), e a exploração  de uma mina na Hungria que ele tinha adquirido perto da cidade de Nagybanya (actual Roménia). Nenhum destes projectos teve sucesso, e a sua principal fonte de rendimento eram as palestras. Ele continuava a pensar em regressar ao sul, embora, em Setembro de 1910, depois de se ter mudado com a sua família para Sheringham, em Norfolk, tenha escrito a Emily: "Nunca mais irei ao Sul, o meu lugar é em casa". Shackleton tinha tido várias conversas com Douglas Mawson acerca de uma expedição científica à costa da Antárctida entre o cabo Adare e Gaussberg, e tinha escrito à RSG sobre esta ideia em Fevereiro de 1910.
Qualquer decisão futura de regressar ao Polo Sul dependia dos resultados da Expedição Terra Nova de Scott, a qual partiu de Cardiff em Julho de 1910. Na Primavera de 1912, soube-se que o Polo Sul tinha sido alcançado por Roald Amundsen. Por esta altura, o destino da expedição de Scott ainda não era conhecido. A mente de Shackleton virou-se para um projecto que tinha sido anunciado, e depois abandonado, pelo explorador escocês William Speirs Bruce, para uma travessia continental, a partir do mar de Weddell, via Polo Sul, até ao estreito de McMurdo. Bruce, que não conseguiu reunir apoios financeiros, ficou contente por Shackleton ter adoptado os seus planos, os quais eram semelhantes ao do explorador alemão Wilhelm Filchner. Filchner tinha partido de Bremerhaven em Maio de 1911; em Dezembro de 1912, ficou a saber-se que que a expedição tinha tinha fracassado. A viagem transcontinental era, nas palavras de Shackleton, "um dos grandes objectivos das viagens antárcticas" ainda por explorar, e agora disponível para ele.

## Expedição Transantárctica Imperial, 1914–17

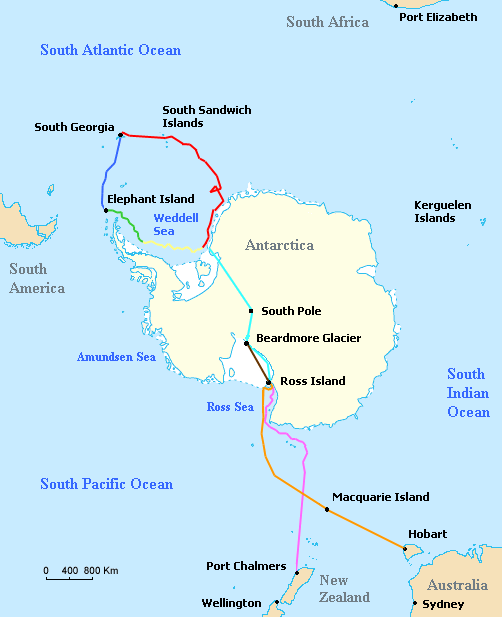
Mapa com os percursos marítimos do Endurance, do James Caird e do Aurora; rota dos depósitos terrestres do Grupo do Mar de Ross; e percurso planeado do Grupo do mar de Weddell liderado por Ernest Shackleton na sua expedição transantárctica de 1914–15:
Viagem do Endurance
Deriva do Endurance no gelo
Deriva no gelo após afundamento do Endurance sinks
Voyage of the James Caird
Rota planeada para a travessia transantárctica
Viagem do Aurora à Antárctida
Regresso do Aurora
Rota dos depósitos de provisões

### Preparativos
Shackleton publicou os detalhes da sua nova expedição, intitulada de "Expedição Transantárctica Imperial" no início de 1914. Seriam utilizados dois navios; o Endurance transportaria o grupo principal até ao mar de Weddell, seguindo para a baía Vahsel de onde partiria uma equipa de seis homens para atravessar o continente. Entretanto, um Segundo navio, o Aurora, levaria um grupo de apoio, liderado pelo capitão Aeneas Mackintosh, para o estreito de McMurdo, no lado oposto do continente. Este grupo teria a seu cargo a instalação de depósitos de provisões (com combustível e alimentos) ao longo da Grande Barreira de Gelo, até ao glaciar Beardmore, para permitir à equipa de Shackleton efectuar a travessia de 2 900 km pelo continente.
Shackleton fez uso das suas capacidades de angariador de fundos, e a expedição foi financiada, em grande parte, por donativos de particulares, apesar de o governo britânico lhe ter dado 10 000 libras (cerca de 680 000 em 2008). O milionário escocês de juta, Sir James Caird, entregou 24 000 libras; o industrial Frank Dudley Docker doou 10 000 libras; e a herdeira das fábricas de tabaco Janet Stancomb-Wills, de um montante não divulgado, mas "generoso". O interesse público na expedição era considerável; Shackleton recebeu mais de 5 000 candidaturas. As suas entrevistas e métodos de selecção eram consideradas excêntricas; considerando que o carácter e o temperamento eram tão importantes como as capacidades técnicas, fazia perguntas pouco convencionais. O médico Reginald James foi questionado sobre se sabia cantar; outros foram logo aceites porque Shackleton gostou do seu aspecto, ou logo depois de breves perguntas. Shackleton também flexibilizou algumas das hierarquias tradicionais, esperando que todos os homens, incluindo os cientistas, dividissem as tarefas a bordo. No fim, tinham sido seleccionados 56 homens, metade para cada navio.
Apesar do começo da Primeira Guerra Mundial a 3 de Agosto de 1914, o Endurance teve ordem do First Lord of the Admiralty, Winston Churchill, para "continuar", e deixou as águas britânicas no dia 8 de Agosto. Shackleton atrasou a sua própria partida até 27 de Setembro, encontrando-se com o navio em Buenos Aires.

### Tripulação
Enquanto Shackleton liderava a expedição, o Endurance tinha à sua frente o capitão F. Worsley DSO. O tenente J. Stenhouse DSC era o capitão do Aurora.
No Endurance, o imediato era o experiente explorador Frank Wild. O meteorologista era o capitão L. Hussey. O Dr. McIlroy era o coordenador do pessoal científico, que incluía. O Dr. Macklin era o veterinário, encarregado da saúde de 70 cães. Tom Crean era o responsável geral pelos cães. Entre outros membros estavam James, Hussey, Greenstreet, Clark (o biólogo) e o fotógrafo Frank Hurley.

### Perda doEndurance
O Endurance partiu da Geórgia do Sul para o mar de Weddell a 5 de Dezembro, em direção à baía de Vahsel. À medida que o navio se dirigia para sul, foram encontrando gelo, o que lhe impedia de navegar mais rápido. No mar de Weddell, as condições foram piorando gradualmente até que, a 19 de Janeiro de 1915, o Endurance ficou preso num banco de gelo. A 24 de Fevereiro, verificando que o navio iria ficar preso até à Primavera seguinte, Shackleton deu ordem para alterar a rotina a bordo, passando o navio a ser o abrigo para o Inverno. Nos meses seguintes, o navio ficou à deriva, lentamente, para norte. Quando a Primavera chegou, em Setembro, o quebrar do gelo e os seus movimentos, exerciam uma forte pressão no casco da embarcação.

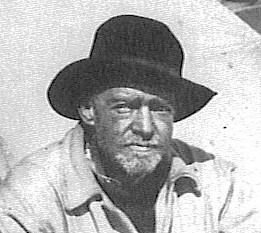
Shackleton depois da perda do Endurance.

Até esta altura, Shackleton esperava que o navio, quando se soltasse do gelo, pudesse voltar à baía Vahsel. A 24 de Outubro, contudo, começou a entrar água no navio. Depois de alguns dias, a 69° 5′ S, 51° 30′ W, Shackleton deu ordem para abandonar a embarcação dizendo, "O navio vai afundar!"; e os homens, provisões e equipamentos foram transferidos para acampamentos no gelo. No dia 21 de Novembro de 1915, o Endurance desapareceu na água gelada.
Durante quase dois meses, Shackleton e os seus homens, acamparam numa placa de gelo esperando que esta deslizasse até à ilha Paulet, a cerca de 402 km de distância, onde era suposto haver depósitos de provisões. Depois de tentativas fracassadas de marchar pelo gelo até àquela ilha, Shackleton decidiu estabelecer outro acampamento mais permanente (Patience Camp) numa outra placa de gelo, esperando que derivasse até um local seguro. A 17 de Março, o seu acampamento encontrava-se a 97 km da ilha Paulet  mas, separados por uma barreira de gelo, era impossível de se chegar até lá. No dia 9 de Abril, a placa de gelo onde se encontravam partiu-se em dois, e  Shackleton deu instruções para os membros da expedição entrarem para os barcos salva-vidas e se dirigirem para a terra mais próxima. Depois de cinco difíceis dias no mar, os homens exaustos desembarcaram na ilha Elefante, a 557 km de distância do Endurance. Era a primeira vez, em 497 dias, que punham os pés em terra firme. A preocupação de Shackleton era tal que deu as suas luvas ao fotógrafo Frank Hurley, que as tinha perdido durante a viagem de barco; Shackleton acabou por sofrer de queimaduras provocadas pelo gelo nos seus dedos.

### Viagem de barco salva-vidas

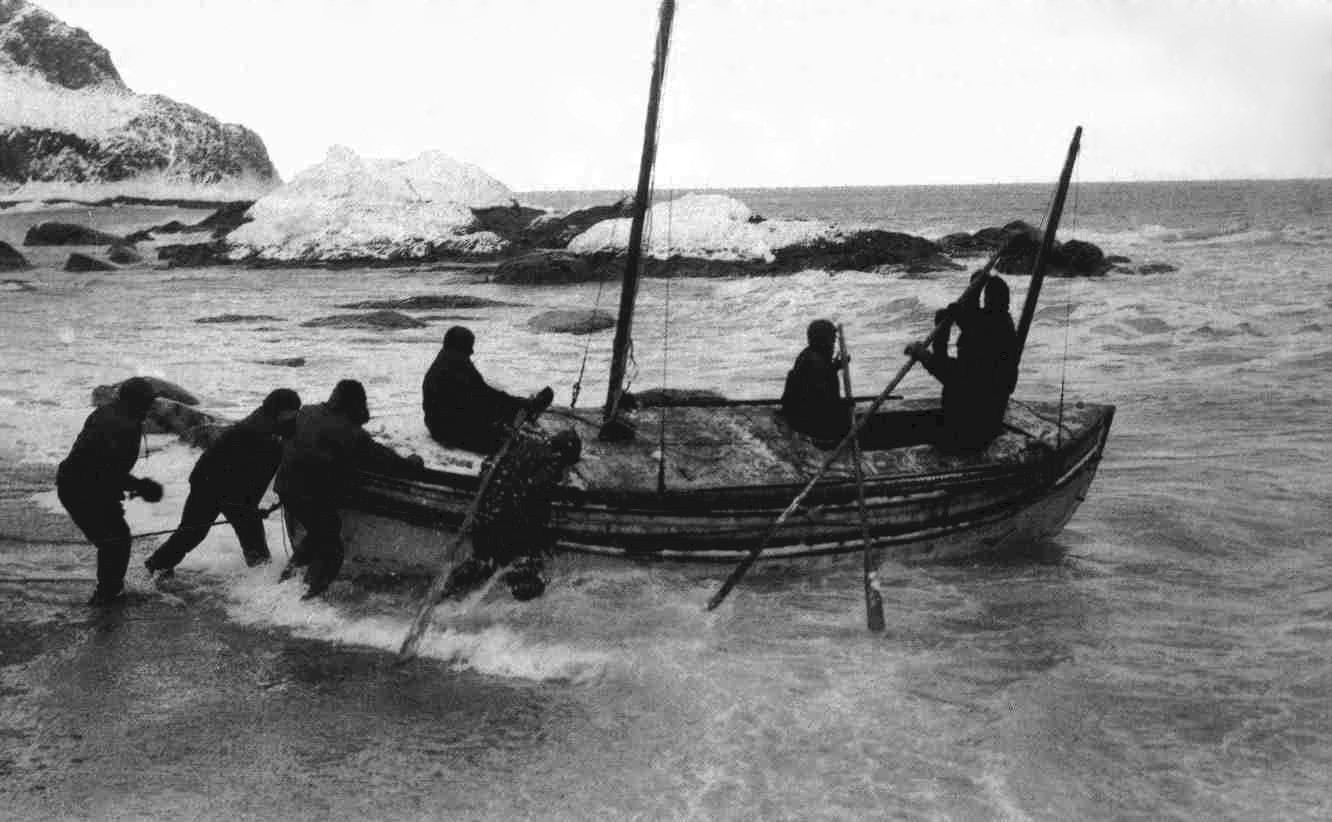
Lançamento à água do James Caird da costa da ilha Elefante, 24 de Abril de 1916.

A ilha Elefante era um local inóspito, afastado de qualquer rota marítima. Consequentemente, Shackleton decidiu arriscar e efetuar uma viagem de barco salva-vidas numa distância de quase 1 300 km, até à à estação baleeira da Geórgia do Sul, onde ele sabia que haveria ajuda. O mais forte dos pequenos barcos salva-vidas, seis metros, chamado de James Caird (em homenagem ao principal patrocinador da expedição) foi escolhido para a viagem. O carpinteiro do navio, Harry McNish, fez várias melhorias na embarcação, incluindo o aumento dos lados, reforço da quilha, construção de um convés improvisado com Madeira e lona, e selando as ligações com óleo de plantas e sangue de foca. Shackleton escolheu cinco companheiros para a viagem: Frank Worsley, capitão do Endurance, responsável pela navegação; Tom Crean, que "implorou para ir "; dois marinheiros, John Vincent e Timothy McCarthy; e o carpinteiro McNish. Shackleton tinha entrado em confronto com McNish durante o período em que estavam presos no gelo mas, apesar de não ter esquecido a insubordinação do carpinteiro, Shackleton reconheceu o seu valor para aquele trabalho em particular.
Shackleton recusou abastecer o barco para mais de quatro semanas, partindo do pressuposto de que, se não tivessem chegado à Geórgia do Sul naquele período de tempo, então, o barco e a tripulação ter-se-iam perdido. O James Caird partiu no dia 24 de Abril de 1916; nos 15 dias que se seguiram, navegou pelas águas do oceano sul, sendo fustigado por mares tempestuosos, em constante perigo de se virar. A 8 de Maio, graças à capacidade de navegação de Worsley, avistaram as montanhas da Geórgia do Sul, mas ventos com a força de um furacão impediu-os de desembarcarem. O grupo foi forçado a enfrentar a tempestade no mar, sempre em risco de serem esmagados de encontro às rochas. Mais tarde ficariam sabendo que o mesmo furacão tinha afundado um navio a vapor de 500 toneladas que se dirigia desde a Geórgia do Sul para Buenos Aires. No dia seguinte, conseguiram, finalmente, desembarcar na costa sul. Depois de um período de descanso e recuperação, em vez de tentarem seguir por mar para as estações baleeiras na costa norte, Shackleton decidiu tentar uma travessia por terra. Embora fosse possível que, anteriormente, pescadores noruegueses já tivessem atravessado a ilha em esquis, ainda ninguém tinha tentado esta rota em particular. Deixando McNish, Vincent e McCarthy na zona de desembarque da Geórgia do Sul, Shackleton andou 51 km com Worsley e Crean por terreno montanhoso, por mais de 36 horas até chegar à estação baleeira de Stromness no dia 20 de Maio.
Só passados alguns anos, em Outubro de 1955, é que seria efetuada nova travessia, bem-sucedida, da ilha, pelo explorador britânico Duncan Carse, que percorreu a mesma rota de Shackleton. Em sua homenagem escreveu: "Não sei como conseguiram, exceto que tinham de o fazer – três homens da idade heroica da exploração da Antártida com 16 metros de corda entre eles – e uma plaina de carpinteiro".

### Resgate

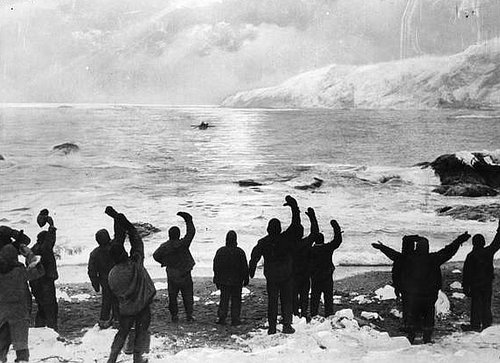
All Safe, All Well ("Todos salvos, todos bem!"), alegada representação do regresso de Shackleton à ilha Elefante, Agosto de 1916. No entanto, uma fotografia do James Caird em Abril foi adulterada pelo fotógrafo Frank Hurley para criar esta imagem.

De imediato, Shackleton enviou um barco para resgatar os três homens do outro lado da Geórgia do Sul, enquanto organizava o salvamento dos seus homens que estavam na ilha Elefante. As primeiras três tentativas de desembarcar na ilha foram bloqueadas pelo gelo do mar. Shackleton solicitou a ajuda do governo chileno, que lhe disponibilizou o Yelcho, um pequeno rebocador da marinha. O Yelcho e o baleeiro britânico Southern Sky, chegaram à ilha Elefante no dia 30 de Agosto de 1916, data que marcava quarto meses e meio de isolamento dos 22 homens. O Yelcho levou a tripulação para Valparaiso, no Chile, onde a multidão os recebeu de forma acolhedora.
Por resgatar ficaram os homens do Grupo do Mar de Ross, que estavam encalhados em cabo Evans, no estreito de McMurdo, depois de o Aurora ter sido arrancado  do local onde estava ancorado, por uma tempestade, e levado para para alto mar, incapaz de regressar. O navio, depois de uma deriva de vários meses, regressou à Nova Zelândia. Shackleton viajou para o país, para se juntar ao Aurora, e rumou para o cabo Evans para salvar o restante dos seus homens. Este grupo, apesar de muitas dificuldades, instalou os depósitos de provisões, mas perderam três homens, incluindo o seu líder, Aeneas Mackintosh.

## Primeira Guerra Mundial
Quando Shackleton regressou a Inglaterra em Maio de 1917, a Europa encontrava-se em plena guerra. Com problemas de coração, agravados pelas duras viagens, e demasiado velho para ser recrutado, ainda assim ofereceu-se como voluntário para o exército.  Solicitando, por várias vezes, ser colocado na frente em França, Shackleton passava por um momento em que bebia muitas bebidas alcoólicas. Em Outubro de 1917, foi enviado para Buenos Aires para divulgar propaganda britânica na América do Sul. Sem qualificações para ser diplomata, não conseguiu convencer a Argentina e o Chile a entrar na Guerra no lado Aliado. Regressou a casa em Abril de 1918.
Depois do seu regresso, Shackleton esteve envolvido, por pouco tempo, numa missão em Spitsbergen para ali estabelecer uma presença britânica ocultada sob a forma de operações de exploração de minas. Durante esta operação, ficou doente em Tromsø, possivelmente devido a um ataque cardíaco.  Devido a uma expedição military a Murmansk, viu-se obrigado a regressar a casa antes de seguir para a região Norte da Rússia. Quatro meses depois da assinatura do armistício de 11 de Novembro de 1918, voltou a Inglaterra com muitos planos para o desenvolvimento económico do Norte da Rússia. Enquanto procurava angariar financiamento, viu os seus planos frustrados pela tomada do poder pelos bolcheviques. Shackleton retomou o seu circuito de palestras, e publicou o seu relato da expedição do Endurance, South, em Dezembro de 1919. Pelos seus esforços na região Norte da Rússia, Shackleton foi nomeado Oficial da Ordem do Império Britânico (OBE).

## Última expedição e morte

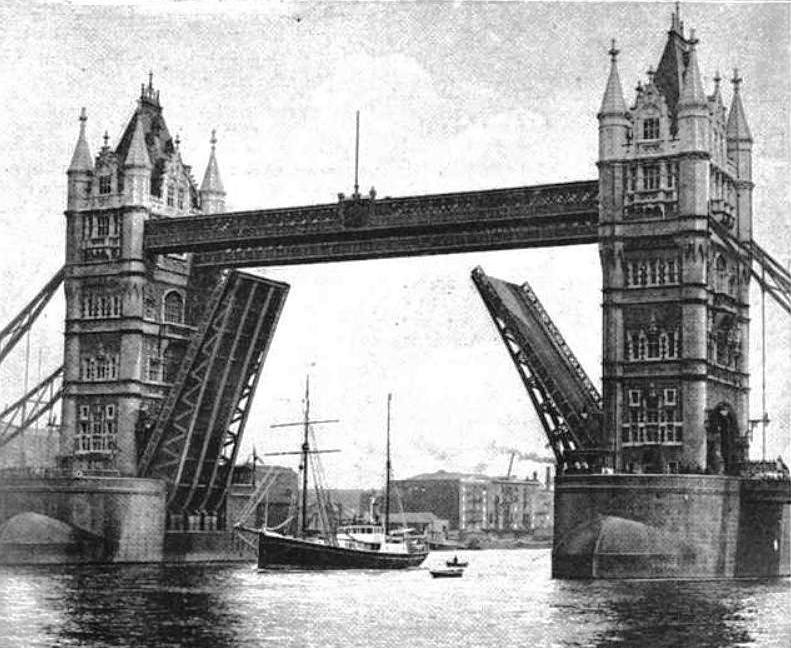
O Quest, passando por debaixo da Tower Bridge, Londres.

Em 1920, cansado de tantas palestras, Shackleton começou a ponderar a possibilidade de uma última expedição. Pensou em ir à região do mar de Beaufort, no Árctico, uma zona ainda por explorar, e transmitiu esta ideia ao governo canadense. Com o financiamento do seu antigo colega de escola, John Quiller Rowett, comprou um navio de pesca de focas de 125 toneladas, Foca I, ao qual lhe alterou o nome para Quest. O plano foi alterado; o destino passou a ser a Antárctida, e o projecto passou a ser definido por Shackleton como uma "expedição oceanográfica e sub-antárctica". Os objectivos do novo empreendimento não eram claros, mas incluíam uma circum-navegação do continente antárctica e a pesquisa de algumas ilhas sub-antárcticas "perdidas", como a Tuanaki.
Rowett concordou em financiar toda a expedição, que passou a ser designada por Expedição Shackleton–Rowett, e que deixou Inglaterra no dia 24 de Setembro de 1921.
Apesar de muitos dos antigos tripulantes ainda não terem recebido o pagamento devido pela expedição do Endurance, muitos deles aceitaram fazer parte do novo projecto. Quando o grupo chegou ao Rio de Janeiro, Shackleton terá sofrido um ataque cardíaco. No entanto, recusou receber um exame médico apropriado, e o Quest continuou em direcção a sul, chegando à Geórgia do Sul no dia 4 de Janeiro de 1922.

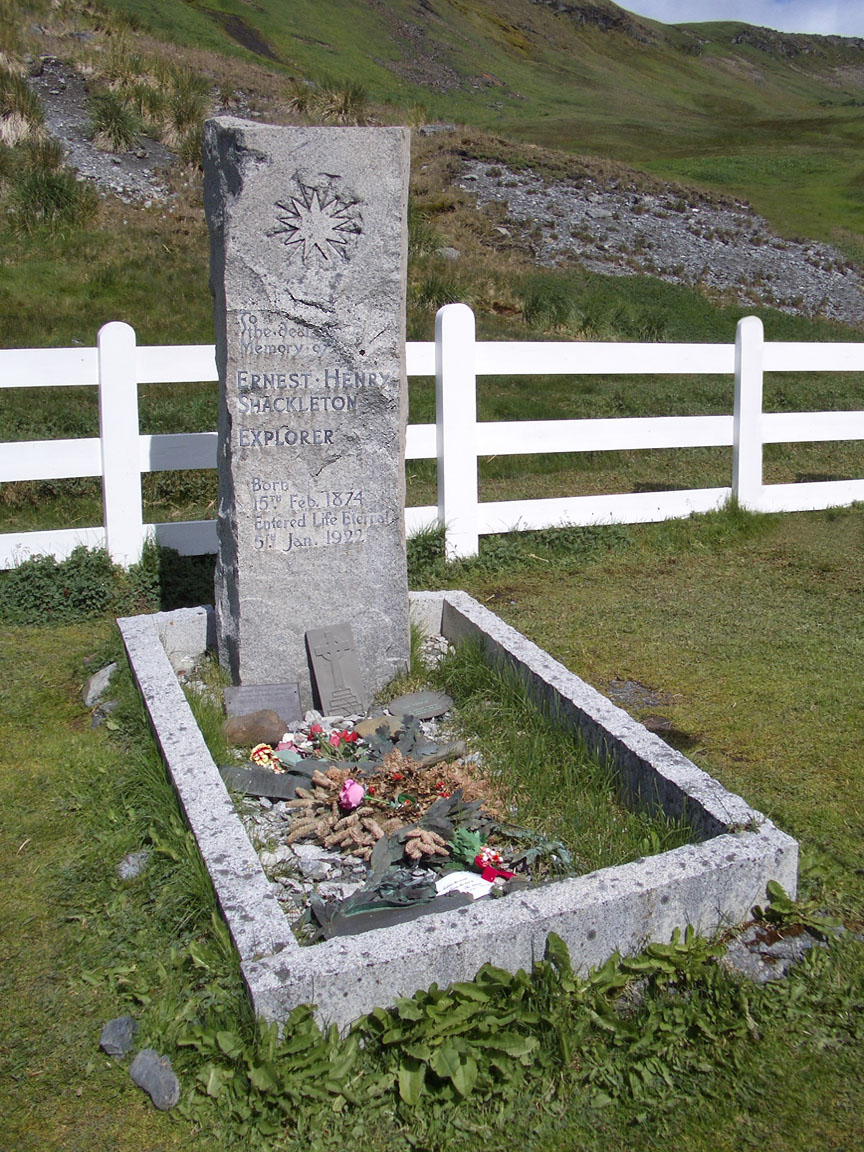
Sepultura de Sir Ernest Shackleton em Grytviken, Geórgia do Sul.

Às primeiras horas do dia seguinte, Shackleton chamou o medico da expedição, Alexander Macklin, à sua cabina, queixando-se de dores nas costas  e outros sintomas. Segundo o relato de Macklin, este disse-lhe que se andava a esforçar muito, e que devia "levar uma vida mais calma"; Shackleton respondeu-lhe: "Estão sempre a dizer-me para eu desistir das coisas, de que devo eu desistir?" "Do álcool, Chefe", respondeu Macklin. Mais tarde, às 2h50 de 5 de Janeiro de 1922, Shackleton sofreu um ataque fatal.
Macklin, responsável pela autópsia, concluiu que a causa da morte foi um "ateroma das artérias coronárias" agravado por "esforço durante um período de maior debilidade". Leonard Hussey, um veterano da Expedição Transantártica Imperial, ofereceu-se para acompanhar o corpo até à Inglaterra; contudo, enquanto estava em Montevideo, a caminho de Inglaterra, recebeu uma mensagem de Emily Shackleton pedindo que o seu marido fosse enterrado na Geórgia do Sul. Hussey regressou à Geórgia do Sul com o corpo no Woodville e, a 5 de Março de 1922, Shackleton foi sepultado no cemitério de Grytviken, após um pequeno serviço fúnebre na Igreja Luterana. Macklin escreveu no seu diário: "Penso que era esta a forma que "o Chefe" gostaria de ser enterrado, sozinho numa ilha longe da civilização, rodeado de mares tempestuosos, e na vizinhança do local de uma das suas grandes explorações.".
A 27 de Novembro de 2011, as cinzas de Frank Wild foram enterradas à direita da sepultura de Shackleton. Na inscrição no bloco de granito pode ler-se "Frank Wild 1873–1939, Shackleton's right-hand man." ("Frank Wild 1873-1939, o braço direito de Shackleton").

## Legado
Antes do regresso do corpo de Shackleton à Geórgia do Sul, teve lugar um serviço em sua memória, com honras militares, na Igreja da Santíssima Trindade, em Montevideo, e, a 2 de Março, realizou-se outro serviço na Catedral de São Paulo, em Londres, no qual o rei, e outros membros da família real, estiveram presentes. A primeira biografia,The Life of Sir Ernest Shackleton, de Hugh Robert Mill, foi publicada no espaço de um ano. Este livro, para além de prestar homenagem ao explorador, foi uma tentativa de ajudar a sua família; quando Shackleton morreu, deixou uma dívida de 40 000 libras (valor em 2011: 1,6 milhões de libras). Outra iniciativa foi a criação do Fundo Memorial de Shackleton, para apoiar a educação dos seus filhos e da sua mãe.

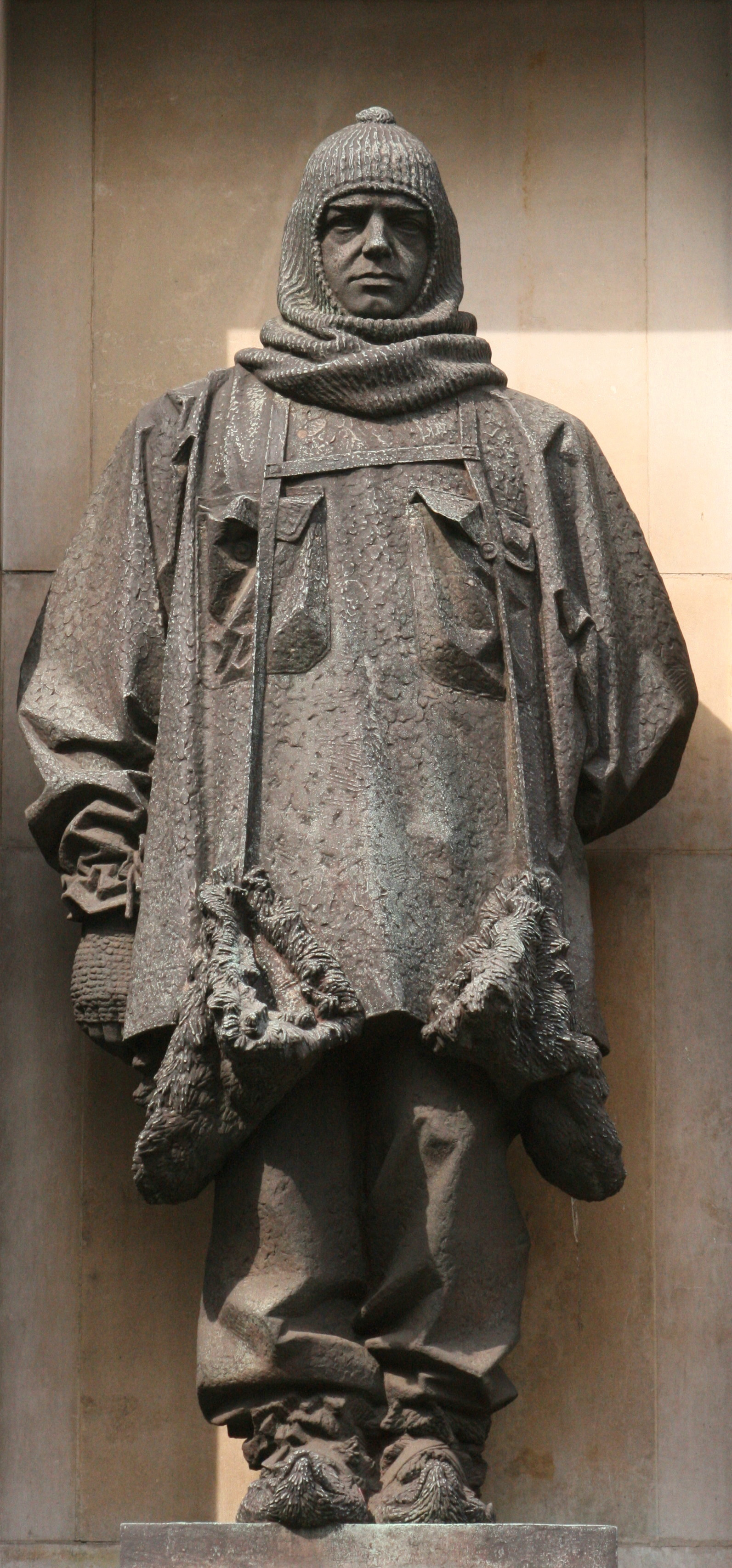
Estátua de Sir Ernest Shackleton, no exterior da sede da Real Sociedade Geográfica, em Londres.

Nas décadas seguintes, o estatuto de Shackleton como herói popular foi ofuscado pelo do capitão Scott. Por volta de 1925, Scott já tinha sido homenageado, no Reino Unido, com mais de 30 memoriais, na forma de estátuas, vitrais, bustos e placas comemorativas. Uma das estátuas de Shackleton, desenhada por Sir Edwin Lutyens, foi inaugurada na sede da Royal Geographical Society em Kensington, em 1932, mas os memoriais públicos a Shackleton eram em pequeno número. Do mesmo modo, o mesmo sucedia com o material impresso sobre Scott – um único livro de 40 páginas, publicado em 1943 por OUP, parte integrante de uma série de "Great Exploits", é descrito pela historiadora Stephanie Barczewski como sendo "um exemplo solitário de tratamento literário de Shackleton, num mar de tratamentos semelhantes a Scott". Esta situação manteve-se até à década de 1950.
Em 1959, Alfred Lansing publicou Endurance: Shackleton's Incredible Voyage. Este trabalho foi o primeiro de vários livros sobre Shackleton que começaram a surgir, retratando-o de uma forma muito positiva. Ao mesmo tempo, a opinião geral face a Scott começou a mudar para uma visão mais crítica, culminando com o livro de Roland Huntford, Scott and Amundsen, de 1979, descrito por Barczewski como um "ataque devastador". Esta imagem negativa de Scott tornou-se o novo paradigma, à medida que o tipo de heroísmo que Scott representava decaia vítima das mudanças culturais dos finais do século XX. Com o passar dos anos, Scott foi ultrapassado por Shackleton na opinião pública; a popularidade do primeiro decrescia, enquanto a deste último estava em ascensão. Em 2002, num inquérito realizado pela BBC para determinar os "100 Maiores Britânicos" ("100 Greatest Britons"), Shackleton ficou em 11.º lugar, enquanto Scott alcançou o 54.º. Em 2007, a Fundação Shackleton foi criada para homenagear o legado de Ernest Shackleton, transmitindo o seu espírito de luta e e tentando fazer a diferença de um modo positivo.
Em 2001, Margaret Morrell e Stephanie Capparell transmitiram o exemplo de Shackleton como um modelo a seguir ao nível das hierarquias de liderança no seu livro Shackleton's Way: Leadership Lessons from the Great Antarctic Explorer. Nele escreveram: "Shackleton resonates with executives in today's business world. A sua abordagem da liderança centrada nas pessoas, pode ser um guia para qualquer um que esteja numa posição de autoridade". Outros escritores de Gestão também seguiram esta nova linha de pensamento, utilizando Shackleton como exemplo para trazer a ordem do caos. O Centro de Estudos para a Liderança da Universidade de Exeter (Reino Unido) lecciona um curso sobre Shackleton, que também está incluído nos programas de pedagogia administrativa de várias universidades americanas. Em Boston, foi criada uma "Escola de Shackleton" de acordo com os princípios "Outward Bound", com o lema "The Journey is Everything" ("a Viagem é Tudo"). Shackleton também tem sido referido como modelo de liderança pela Marinha dos Estados Unidos e, em um texto sobre liderança no Congresso, Peter L Steinke caracteriza Shackleton como o arquétipo de "líder não ansioso" cuja "calma, atitude reflexiva se torna no aviso antibiótico da toxicidade de um comportamento reactivo". Em 2001, o Athy Heritage Centre-Museum, em Athy, Condado de Kildare, na Irlanda, criou a Escola de Outono de Ernest Shackleton, que tem lugar anualmente, para homenagear o explorador e comemorar o período heróico da exploração polar.
A morte de Shackleton marcou o fim da Idade Heróica da Exploração da Antárctida, um período de descobertas caracterizado por viagens de exploração científica e geográfica num continente praticamente desconhecido, sem utilização dos modernos métodos de transporte ou de comunicação por rádio. No prefácio so seu  livro The Worst Journey in the World, Apsley Cherry-Garrard, um membro da equipa de Scott na Expedição Terra Nova, escreveu: "Para um projecto conjunto científico-geográfico, deem-me Scott; para uma viagem no Inverno, Wilson; para ir ao Pólo, e mais nada, Amundsen: e se eu estiver enfiado num terrível buraco, e de lá quiser sair, deem-me sempre Shackleton".
Em 2002, o Channel 4 produziu Shackleton, uma série de televisão que retratou a expedição de 1914 com Kenneth Branagh no papel principal. Passado nos Estados Unidos, na A&E Network, ganhou dois prémios Emmy. A 15 de Fevereiro de 2011, o 137.º aniversário do Nascimento de Shackleton, foi celebrado com um Google Doodle na página de busca da empresa. Em 2011, num leilão da  Christie's em Londres, um biscoito que Shackleton deu a "um companheiro de viagem esfomeado " na Expedição Nimrod de 1907–09, foi vendido por 1250 libras. Em Janeiro de 2013, uma equipa conjunta de britânicos e australianos partiu para reproduzir a viagem de Shackleton de 1916 através do  Southern Ocean. Liderado pelo explorador e cientista ambiental Tim Jarvis, a equipa foi organizada a pedido de Alexandra Shackleton, neta de Ernest, para homenagear o legado do seu avô.
Shackleton é uma das divisões da residência dos Oficiais-Cadetes da Marinha Mercante da Academia Marítima Warsash, uma das escolas de formação da marinha mercante britânica.